# Fórmula de la Concordia

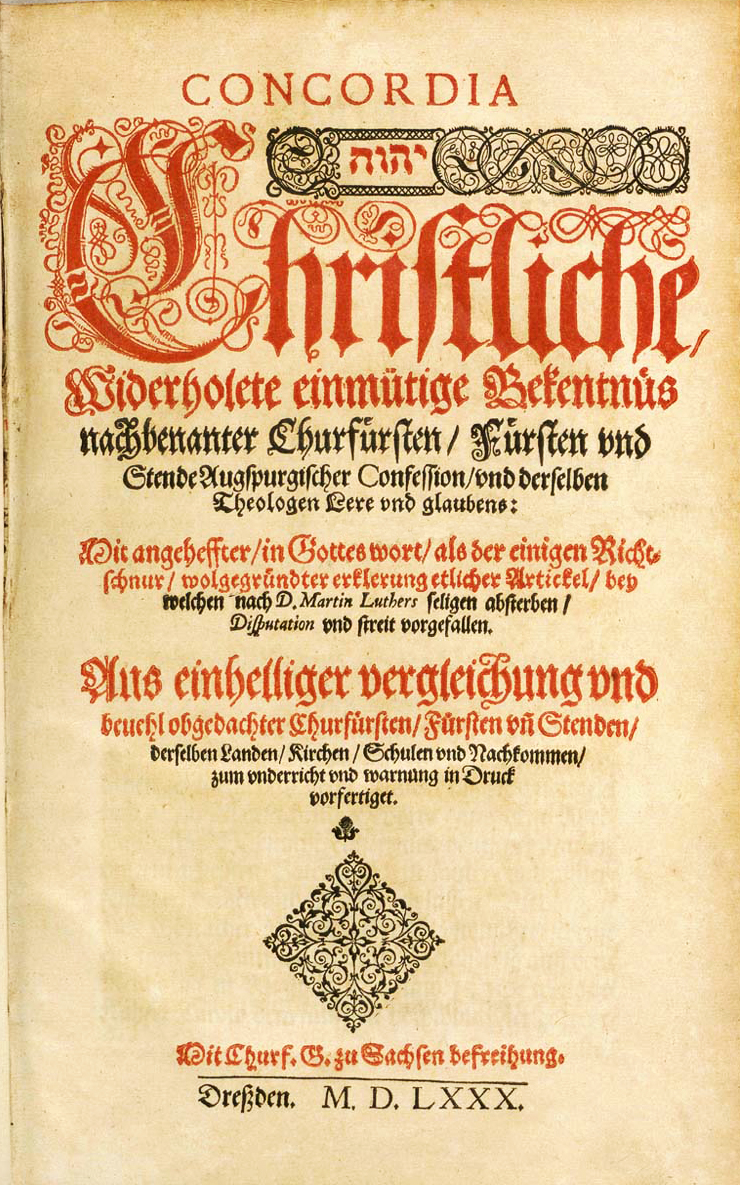
Página de título del Libro de la Concordia de 1580

La Fórmula de la Concordia (1577) (del latín: Formula concordiae) es una declaración de fe (también llamada credo, o "símbolo") autoritaria luterana, la cual en sus dos partes (Epítome y Declaración Sólida) constituye la sección final del libro luterano Corpus Doctrinae o Cuerpo de Doctrina, conocido como el Libro de la Concordia (la mayoría de las referencias a estos textos son a la edición original de 1580). El Epítome es una presentación breve y concisa de los doce artículos del libro; la Declaración Sólida es una exposición detallada. La doctrina aprobada se presenta en "tesis"; la doctrina rechazada en "antítesis". Puesto que el documento original fue escrito en alemán, se hizo una traducción al latín del Libro de la Concordia publicado en 1584. 

## Significado y composición
La promulgación y firma de este documento fue un factor importante en la unificación y preservación del luteranismo. Fue llevado a cabo por la petición del Elector Augusto de Sajonia y fue el trabajo conjunto de un grupo de teólogos luteranos y clérigos de finales del siglo XVI, los cuales se reunieron del 9 de abril al 7 de junio de 1576 en Torgau, donde estaba el gobierno del Electorado de Sajonia en ese tiempo: Jakob Andreä (1528–1590), Martin Chemnitz (1522–1586), Nikolaus Selnecker (1528–1592), David Chytraeus (1531–1600), Andreas Musculus (1514–1581), Christoph Körner (1518–1594), Caspar Heyderich (1517–1586), Paul Crell (1532–1579), Maximilian Mörlin (1516–1584), Wolfgang Harder (1522–1602), Daniel Gräser, Nicholas Jagenteufel (1520–1583), Johannes Cornicaelius, John Schütz (1531–1584), Martin Mirus (1532–1593), Georg Listenius (d. 1596) y Peter Glaser (1528–1583). Y un conjunto más pequeño de este grupo se reunió un año después (Andreä, Chemnitz, Selnecker, Chytraeus, Musculus y Körner) en el convento de Berge cerca de Magdeburgo, del 1 al 14 de marzo y en mayo de 1577. Los más importantes autores de la Fórmula de la Concordia fueron Jakob Andreä y Martin Chemnitz.
Teniendo ante ellos dos documentos anteriores (La Concordia suabo-sajona, esbozada por Andreä en 1574 y la llamada Fórmula de Maulbron de 1576), el primer grupo de teólogos redactó el Libro de Torgau. Andreä condensó este en lo que se llegaría a conocer como el Epítome, la primera parte de la Fórmula de la Concordia. Su título, tal y como se encontraba en la primera publicación de 1576, decía así: [Un] Pequeño Resumen de los artículos que, controvertidos entre los téologos de la Confesión de Augsburgo por muchos años, se resolvieron de una manera cristiana en Torgau en el mes de junio de 1576, por los teólogos que se reunieron y suscribieron.
A lo largo de los once meses siguientes a la publicación del Libro de Torgau, las enmiendas sugeridas habían sido enviadas a Andreä y a Chemnitz, y se consideró necesaria una nueva revisión, por lo cual el segundo grupo (Andreä, Chemnitz, Selnecker, Chytraeus, Musculus y Körner) revisaron el Libro de Torgau para dejarlo en su forma final, conocida como el Libro de Bergic o la Declaración Sólida de la Fórmula de la Concordia (dependiendo de la traducción, la Declaración Sólida también se conoce como la Declaración detallada de la Fórmula de la Concordia). Se le presentó al Elector Augusto de Sajonia el 28 de mayo de 1577.
Seguidamente fue firmada por tres electores del Sacro Imperio Romano Germánico, veinte duques y príncipes, veinticuatro condes, cuatro barones, treinta y cinco ciudades imperiales libres y más de 8000 pastores. Estos constituían más de las dos terceras partes de la Iglesia Luterana en Alemania en esa época. Todos los clérigos del electorado de Sajonia tenían que suscribirlo o bien escribir sus objeciones con respecto a la Fórmula de la Concordia. Circuló una rima por ese entonces que decía: "Escribid, queridos Señores, escribid, para que podáis seguir en la parroquia" (en alemán: schreibt, lieber Herre, schreibt, dass Ihr bei der Pfarre bleibt). 
La Fórmula de la Concordia no fue aceptada por los luteranos en Hesse, Dos Puentes, Anhalt, Pomerania, Holstein, Dinamarca, Suecia, Núremberg, Estrasburgo y Magdeburgo, y el gobierno de la reina Isabel I de Inglaterra hizo cabildeo en sus embajadas alemanas para impedir que fuera aceptada por los Estados alemanes.

## Artículos de laFórmula de la Concordia
Son los siguientes:
- I. Pecado Original
- II. Libre albedrío
- III. La Justificación por la fe ante Dios
- IV. Buenas Obras
- V. La Ley y el Evangelio
- VI. El tercer uso de la Ley
- VII. La Santa Cena del Señor
- VIII. La Persona de Cristo
- IX. El Descenso de Cristo al Infierno
- X. Ceremonias de la Iglesia ("Adiaphora", o Cosas Indiferentes)
- XI. El Preconocimiento Eterno y la Elección de Dios.
- XII. Otras sectas y herejías.